# Demetrije I. Poliorket
Demetrije I. Poliorket (336. pr. Kr. – 283. pr. Kr.), makedonski kralj, vladao 294. pr. Kr. – 288. pr. Kr. Sin Antigona I. Monoftalmosa, član dinastije Antigonidi.
Demetrije je aktivno sudjelovao u svim ratovima svoga oca za bivše carstvo Aleksandra Velikog, protiv Ptolemeja, Seleuka i Lizimaha. Godine 312. pr. Kr. poražen je u bitci kod Gaze od Ptolemeja. Time je izgubljen velik dio Sirije. Ubrzo zatim je uzvratio pobjedom nad Ptolemejem kod mjesta Mysa. Zatim je neuspješno pokušao od Seleuka preoteti Babilon. Godine 311. pr. Kr. dogovoren je mir. Tim sporazumom Antigon se trenutno zadovoljio posjedima u Aziji. Rat je, međutim, nastavljen već 310. pr. Kr.
Godine 307. pr. Kr. oslobodio je Atenu od Kasandarove blokade. Atenjani su ga trijumfalno dočekali na ulazu u grad, a u Ateni je uspostavljeno demokratsko uređenje. Zatim je porazio Ptolemejevu flotu u velikoj pomorskoj bitci kod Salamine, 306. pr. Kr., kod Cipra. Cipar je nakon toga zauzet bez većeg otpora. Na Cipru Antigon i Demetrije su se proglasili kraljevima i nasljednicima čitavog Aleksandrovog carstva. Međutim, velika invazija na Egipat protiv Ptolemeja, koja je uključivala 88.000 vojnika i veliku mornaricu završila je zbog velikog nevremena neuspjehom. Demetrije se sljedeće prebacio na otok Rhodos koji je stavio pod opsadu jer ga stanovnici nisu pomogli u ratu s Ptolemejem. Opsada Rhodosa trajala je više od godinu dana. Završila je sporazumom. Tu je Demetrije dobio nadimak Poliorket (Opsjedač gradova). Vrativši se u Grčku, ponovo je oslobodio Atenu Kasandarove blokade i grad ga opet slavi kao osloboditelja. Godine 302. pr. Kr. Demetrije je krenuo s vojskom od 57.500 ljudi protiv Kasandra, tada kralja Makedonije. U međuvremenu su Lizimah i Seleuk istovremeno napali Antigona u Aziji pa se Demetrije priključuje Antigonu. U velikoj bitci kod Ipsa, 301. pr. Kr., Antigon i Demetrije su poraženi od Lizimaha i Seleuka. Antigon je u bitci poginuo, a Demetrije se spasio bijegom. Veliko Antigonovo carstvo u Aziji podijelili su Lizimah, Seleuk i Ptolemej.
Demetrije je zadržao neke posjede u Grčkoj, otoke i jaku mornaricu te nastavio osvajanja. Godine 298. pr. Kr. sklopio je sporazum sa Seleukom i dao je svoju kćer Stratoniku za ženu. Atenu, koja mu je zatvorila vrata, stavio je pod blokadu. Porazio je i Arhidama IV., kralja Sparte, u bitci kod Mantineje 294. pr. Kr.
Nakon što je ubio Aleksandra, Kasandarovog sina, postaje makedonski kralj. U međuvremenu je osvojio, između ostalog, Atenu i Tebu i tamo postavio svoje garnizone. Demetrije je, sagradivši flotu od 500 galija i s vojskom (navodno) od 98.000 pješaka i 12.000 konjanika, planirao vojni pohod u Aziju. Tada se protiv njega udružuju Lizimah, Seleuk, Ptolemej i Pir. Zbog stalnog ratovanja vojska se počela buniti pa su Lizimah i Pir 288. pr. Kr. osvojili i podijelili Makedoniju. Demetrije je pokušao krenuti u Aziju protiv Lizimaha, ali se predao Seleuku 285. pr. Kr. Umro je u zatočeništvu dvije godine poslije. Nakon njegove smrti u borbe za makedonsku krunu upustio se njegov sin Antigon II. Gonata.
Demetrija se ženio 5. puta. Druga supruga mu je bila Euridika Atenska. 